# Distritos de Cádiz
La ciudad de Cádiz (España) está gobernada y administrada por el Ayuntamiento de Cádiz. Se divide en 10 distritos (divisiones territoriales de gestión), coordinados por un concejal:
| Distrito   | Barrios                                         | Ubicación |
| ---------- | ----------------------------------------------- | --------- |
| Distrito 1 | El Mentidero, San Juan, El Balón, La Viña.      |           |
| Distrito 2 | Santa María, El Pópulo, Astilleros              |           |
| Distrito 3 | Barriada de la Paz                              |           |
| Distrito 4 | Loreto, El Cerro del Moro, La Laguna, Puntales. |           |